# Takuya Ogiwara
Takuya Ogiwara (荻原 拓也 Ogiwara Takuya?, Kawagoe, Saitama, 23 de noviembre de 1999) es un futbolista japonés que juega como centrocampista en el Urawa Red Diamonds.

## Trayectoria

### Clubes
| Club                            | País    | Año       |
| ------------------------------- | ------- | --------- |
| Urawa Red Diamonds              | Japón   | 2018-     |
| Albirex Niigata (cedido)        | Japón   | 2020      |
| Kyoto Sanga F. C. (cedido)      | Japón   | 2021-2022 |
| G. N. K. Dinamo Zagreb (cedido) | Croacia | 2024-2025 |

## Palmarés

### Títulos nacionales
| Título                  | Club                   | País    | Año  |
| ----------------------- | ---------------------- | ------- | ---- |
| Copa del Emperador      | Urawa Red Diamonds     | Japón   | 2018 |
| Primera Liga de Croacia | G. N. K. Dinamo Zagreb | Croacia | 2024 |
| Copa de Croacia         | G. N. K. Dinamo Zagreb | Croacia | 2024 |

### Títulos internacionales
| Título                      | Club               | País  | Año  |
| --------------------------- | ------------------ | ----- | ---- |
| Liga de Campeones de la AFC | Urawa Red Diamonds | Japón | 2022 |